# Andy Higginbotham
Andrew Higginbotham (sinh ngày 22 tháng 10 năm 1964) là một cựu cầu thủ bóng đá người Anh thi đấu ở Football League cho Chesterfield, Cambridge United và Crystal Palace.